# غيمينالفورن
غيمينالفورن (بالإنجليزية: Gemmenalphorn)‏ هو أحد جبال سلسلة جبال الألب إيمينتال وجزء من القمة الأم بورغفيلدستاند يقع في كانتون برن، سويسرا. يبلغ ارتفاع الجبل حوالي 2061 متر، بينما يبلغ ارتفاع نتوء الجبل 81 متر.